# Novooleksandrivka, Novoukraiinka
Novooleksandrivka (în ucraineană Новоолександрівка) este un sat în orașul raional Novoukraiinka din regiunea Kirovohrad, Ucraina.

## Demografie
Componența lingvistică a localității Novooleksandrivka
     Ucraineană (95,96%)
     Rusă (4,04%)
Conform recensământului din 2001, majoritatea populației localității Novooleksandrivka era vorbitoare de ucraineană (95,96%), existând în minoritate și vorbitori de rusă (4,04%).